# Sandy Williams
Pour les articles homonymes, voir Williams.
Œuvres principales
- Série Sidhe

Sandy Williams, née en 1981 aux États-Unis, est une auteure américaine de romans de fantasy urbaine.

## Œuvres

### SérieSidhe
1. La Diseuse d'ombres, Milady, 2013 ((en) The Shadow Reader, 2011), trad. Clémentine Curie  (ISBN 978-2811208899)
2. Éclats de Chaos, Milady, 2013 ((en) The Shattered Dark, 2012), trad. Clémentine Curie  (ISBN 978-2811209247)
3. Double-vue, Milady, 2014 ((en) The Sharpest Blade, 2013), trad. Clémentine Curie  (ISBN 978-2811212599)

### SérieAn Anomaly Novel
1. (en) Shades of Treason, 2015
2. (en) Shades of Honor, 2016